# 八步街道 (织金县)
八步街道，是中华人民共和国贵州省毕节市织金县下辖的一个街道办事处。
2013年5月20日，贵州省人民政府批复同意撤销八步镇，设置八步街道办事处，办事处驻八步村。

## 行政区划
八步街道下辖以下地区：
碧云社区、碧星社区、八步村、沙冲村、田坝村、水塘村、院墙村、山脚村、桶井村、土锅村、阿作村、营盘村、新化村、瓜种村、支都村、水东村、荣源村、沟边村、新利村、利民村、马坎村、坪上村和同心村。